# Réservoir de Kaïrakkoum
Le réservoir de Kaïrakkoum (en tadjik: Обанбори Қайроққум; en russe : Кайраккумское водохранилище) est le lac artificiel le plus étendu du Tadjikistan, en Asie centrale. Il est surnommé « la mer du Tadjikistan ». Sa rive extrême orientale marque la limite de l'Ouzbékistan. Il se trouve à la limite occidentale de la vallée de Ferghana qui se prolonge à l'est.

## Présentation
Les travaux ont duré de 1956 à 1958 à l'époque de l'URSS afin de régler le débit du fleuve Syr-Daria pour l'irrigation des terres (300 000 hectares) et pour la construction d'un barrage de 32 mètres de hauteur et d'une centrale hydroélectrique. Son volume est de 4 160 millions de mètres cubes et sa longueur de 75 km sur environ 20 km de largeur. Sa superficie est de 520 ou 513 km2 suivant les sources. Il gèle en hiver et sa profondeur est faible, 8,1 mètres en moyenne. La petite ville de Kaïrakkoum se trouve sur sa rive occidentale. La ville la plus importante est Khodjent, à 15 km à l'ouest de Kaïrakkoum.

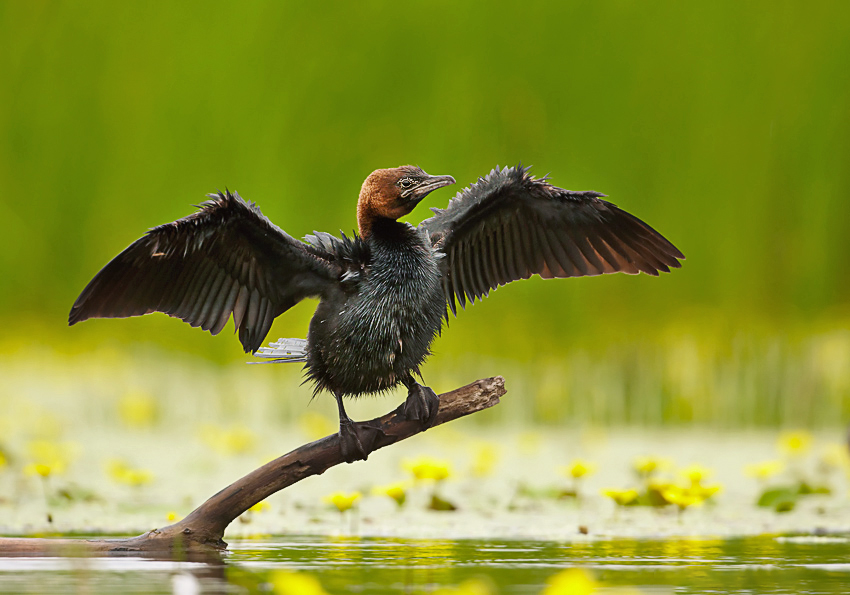
Cormoran pygmée.

C'est un lieu prisé pour le tourisme d'été, où la population peut se baigner, pêcher (brèmes, carpes, brochets, barbeaux, etc.; un poisson chat de 120 kg a été pêché en 1992) et pratiquer des sports nautiques.

## Faune
Il existe une zone de 1 150 km2 qui a été répertoriée comme zone importante pour la conservation des oiseaux par l'organisation BirdLife International, à cause du nombre important d'espèces variées d'oiseaux, migrateurs ou non. Ce sont en particulier des colverts, cormorans pygmées, faucons sacres, vautours moines, grandes outardes, outardes houbaras, grues cendrées, pigeons d'Eversmann, petit-duc de Bruce, engoulevents du désert, rolliers d'Europe, pics à ailes blanches, mésanges charbonnières, ammomanes isabellines, dromoïques vif-argent, fauvettes de Sykes, fauvettes du désert, moineaux des saxaouls et des roselins du désert.

## Dans la culture
La majeure partie des scènes du film Luna Papa ont été tournées au bord du Kaïrakkoum. Un village entier a été construit sur une rive du lac pour les besoins du film, avec des canaux et un petit port,. Après le tournage, le décor n'a pas trouvé preneur et a donc été entièrement détruit.